# Ellington (Connecticut)
Ellington – miasto w Stanach Zjednoczonych, w stanie Connecticut, w hrabstwie Tolland.